# Bythinella bouloti
Bythinella bouloti е вид малко сладководно коремоного от семейство Amnicolidae.

## Разпространение
Видът е ендемичен за пещера в Сент-Еними, Лозер, Франция.